# Campo Limpo Paulista
Campo Limpo Paulista est une ville brésilienne de l'État de São Paulo.

## Démographie
| Évolution de la population (municipalité) | Évolution de la population (municipalité) | Évolution de la population (municipalité) | Évolution de la population (municipalité) |
| Année                                     | Population                                |                                           | %±                                        |
| ----------------------------------------- | ----------------------------------------- | ----------------------------------------- | ----------------------------------------- |
| 1970                                      | 9 156                                     |                                           | —                                         |
| 1980                                      | 21 891                                    |                                           | 139,1%                                    |
| 1991                                      | 45 387                                    |                                           | 107,3%                                    |
| 2000                                      | 63 724                                    |                                           | 40,4%                                     |
| 2010                                      | 74 074                                    |                                           | 16,2%                                     |
| 2022                                      | 77 632                                    |                                           | 4,8%                                      |
| ,                                         |                                           |                                           |                                           |